# Friedrich Wisser
Friedrich Wisser (* 2. November 1834 in Windischholzhausen; † 14. Juni 1896 in Erfurt) war Gutsbesitzer und Mitglied des Deutschen Reichstags.

## Leben
Wisser besuchte die Gemeindeschule in Windischholzhausen und bewirtschaftete sein Gut selbständig seit 1868. Er war Mitglied des Kreisausschusses in Erfurt von 1872 bis 1878 und Mitglied des Sächsischen Provinziallandtages von 1873 bis 1879. Weiter war er Mitglied des Kirchen- und Schulvorstandes und der Gemeindevertretung in Windischholzhausen. 1883 war er Mitbegründer Allgemeinen Deutschen Bauern-Vereins auf Grund des Eisenacher Programms und leitete die Vereinsbestrebungen als Vorsitzender desselben. Das Organ dieses Vereins, die "Deutsche Bauern-Zeitung", wurde von ihm 1884 begründet.
Von 1890 bis 1893 war er Mitglied des Deutschen Reichstags für den Reichstagswahlkreis Großherzogtum Sachsen-Weimar-Eisenach 3 (Jena - Neustadt an der Orla). Er gehörte als unabhängiger Liberaler im Reichstag keiner Fraktion an.
1896 wurde er in einen Meineidsskandal verwickelt und kurz vor dem angesetzten Prozess beging er Selbstmord in der Haft.